# پسر شیخ
پسر شیخ (انگلیسی: The Son of the Sheik) فیلمی آمریکایی در سبک درام، صامت، و ماجراجویی است که در سال ۱۹۲۶ منتشر شد.

## بازیگران
- رودولف والنتینو
- ویلما بانکی
- مونتاگو لاو
- کارل دان
- جورج فاست
- اگنس ایرز